# James Nares
James Nares, né à Stanwell, Middlesex, le 19 avril 1715 et mort à Londres le 10 février 1783, est un organiste, claveciniste et compositeur anglais.

## Biographie
Il a principalement composé surtout de la musique religieuse, mais aussi pour le chant, le clavecin et l'orgue.

## Œuvres
- The Souls of the Righteous, 1734
- Set of Eight Harpsichord Lessons, 1747
- Five Harpsichord lessons, Op. 2, 1759
- Elegy on Mr. Handel, 1759
- Il Principio or a Regular Introduction to playing on the Harpsichord or Organ, 1760
- Six Fugues for Organ, 1772
- Three Easy Harpsichord Lessons, 1778
- A Treatise on Singing, 1778
- The Royal Pastoral, 1778
- Collection of Catches, Canons and Glees, 1778
- Six Organ Fugues, 1778
- Second Treatise on Singing, with a set of English duets, 1778
- Twenty Anthems, 1778
- A Morning and Evening Service and Six Anthems, 1788

## Sources
- James Nares. Il Principio or a Regular Introduction to playing on the Harpsichord or Organ, a Facsimile of the Original Edition of 1760 with Introduction Notes by Robin Langley, London, Oxford University Press, 1981.

## Partitions
- (en) James Nares at the Nares genealogy project
- Partitions libres de James Nares dans Choral Public Domain Library (ChoralWiki)
- « Nares, James » (partitions libres de droits), sur l'IMSLP
- (en) Hymn tunes composed by James Nares at Hymnary.org
- Ingenious Jestings Julian Perkins (en) (Avie Records, AV 2152). L'enregistrement en première mondiale de James Nares Eight Setts of Lessons for the Harpsichord (Londres, 1747).